# 李亚舒
李亚舒（1936年6月18日—），男，祖籍湖南湘阴，生于湖北公安。中华人民共和国翻译家，主要从事文献和翻译实践与理论研究工作。

## 生平
1954年，进入北京大学西方语言文学系学习法语。1955年赴越南留学，在河内综合大学主修越南文学，兼修法语，1959年毕业。回国后进入中国科学院文献情报中心工作，从事东南亚、南亚及欧美相关文献的翻译。文化大革命开始后下放至河南五七干校劳动。1972年调入中国科学院外事组（后改为外事局）从事外事接待翻译工作。1988年，创办《中国科技翻译》，任常务副主编。

## 社会职务
- 中科院科技译协副会长（1992年起）
- 中囯英汉语比较研究会副理事长（1995年起）
- 中国翻译协会副会长兼科技翻译委员会主任（1998年起）
- 《中囯科技翻译》杂志主编（1998年—2011年）

## 出版物
《鲜花》,《爱情》,《海鸥》,《通往友邦之路》,《向中囯致敬》,《诗圣胡春香》,《从原子到生活》,《熄灯》,《越南阮氏王朝社会经济史》,《新英汉缩略语大词典》,《中囯科学翻译史》,《译海采珠》等。

## 荣誉
- 中国科学院突出贡献奖（1993年）
- 中国翻译协会资深翻译家（2006年）

## 家庭
- 妻子：刘惠兰